# Фауна Шотландии

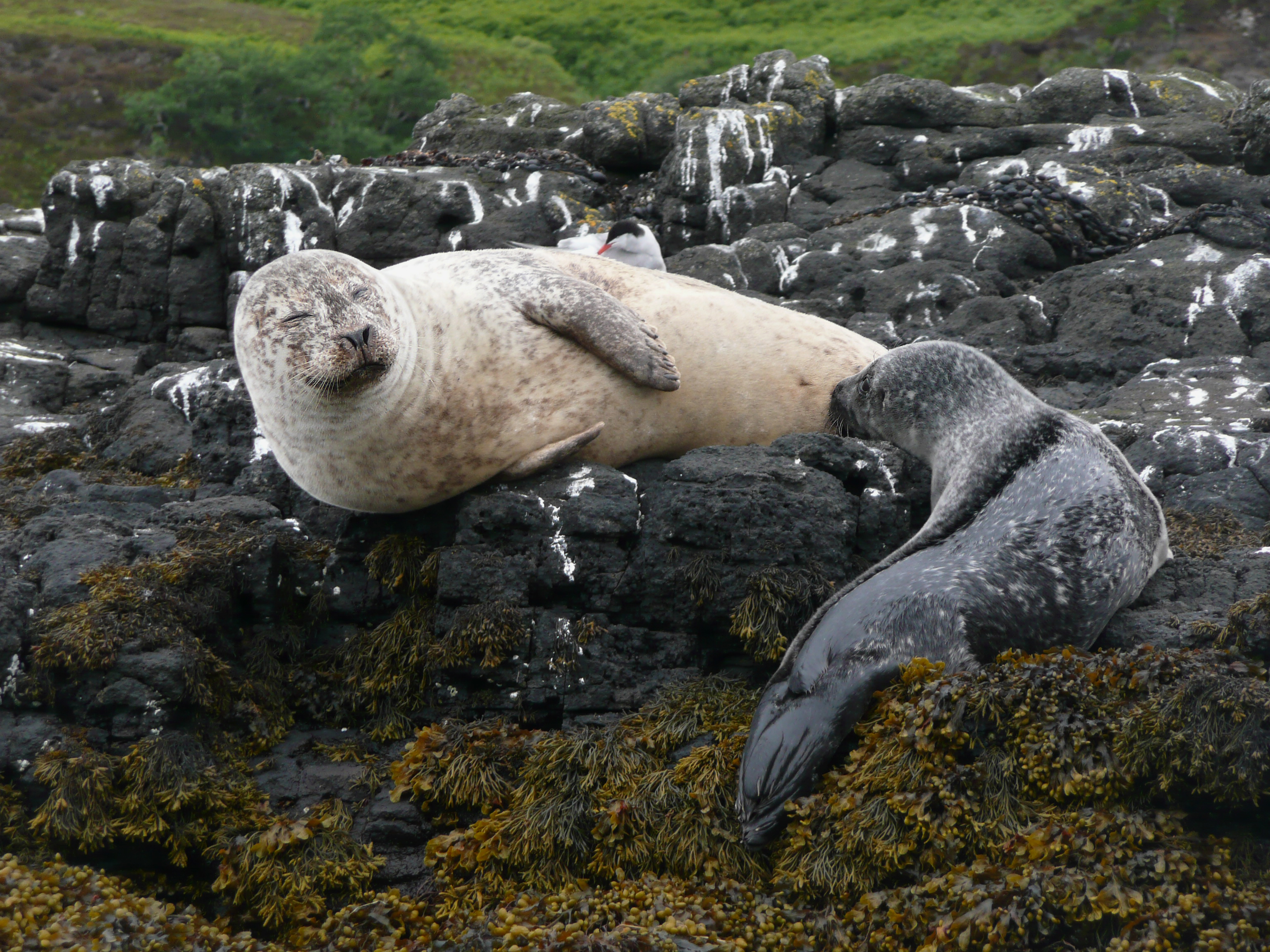
Самка длинномордого тюленя (Halichoerus grypus) кормит детёныша. Снимок с острова Скай

Фауна Шотландии в целом типична для северо-западной части Палеарктической экозоны. Исключение составляют некоторые виды крупных млекопитающих, которые в обозримый исторический период вследствие охоты были поставлены на грань уничтожения, а также разнообразные интродуцированные человеком виды. В Шотландии с её умеренным климатом в настоящее время встречаются 62 вида диких млекопитающих, в том числе: дикие лесные кошки, значительное количество длинномордых тюленей и тюленей обыкновенных, а также самая северная колония дельфинов-афалин.
Популяции многих видов птиц вересковых пустошей (такие, как тетерев-косач и белая (шотландская) куропатка) постоянно живут на территории страны. Шотландия также является местом гнездования для морских птиц, например, северной олуши. Беркут стал национальным символом, орланы и скопы недавно снова населили земли Шотландии. Шотландский клёст (лат. Loxia scotica) является единственным эндемиком среди позвоночных животных Великобритании.
Моря Шотландии являются наиболее биологически продуктивными в мире, общее число видов в них оценивают в 40000. Холмы Дарвина — одна из важных зон глубоководных холодноводных коралловых рифов — была открыта в 1998 году.
В водах шотландских рек насчитывается около 400 генетически отличных популяций атлантического лосося. В пресных водах отмечается 42 вида рыб, половина из которых появилась в результате естественной колонизации, и половина — в результате интродуцирования человеком.
Только 4 вида рептилий и 6 видов амфибий являются коренными для Шотландии. Насчитывается 14000 видов беспозвоночных (в том числе редких видов пчёл и бабочек), так или иначе подпадающих под действие актов по защите окружающей среды. Агентства по охране окружающей средыобеспокоены существующей угрозой для большей части фауны Шотландии, возникшей из-за изменений климата.

## Среда обитания

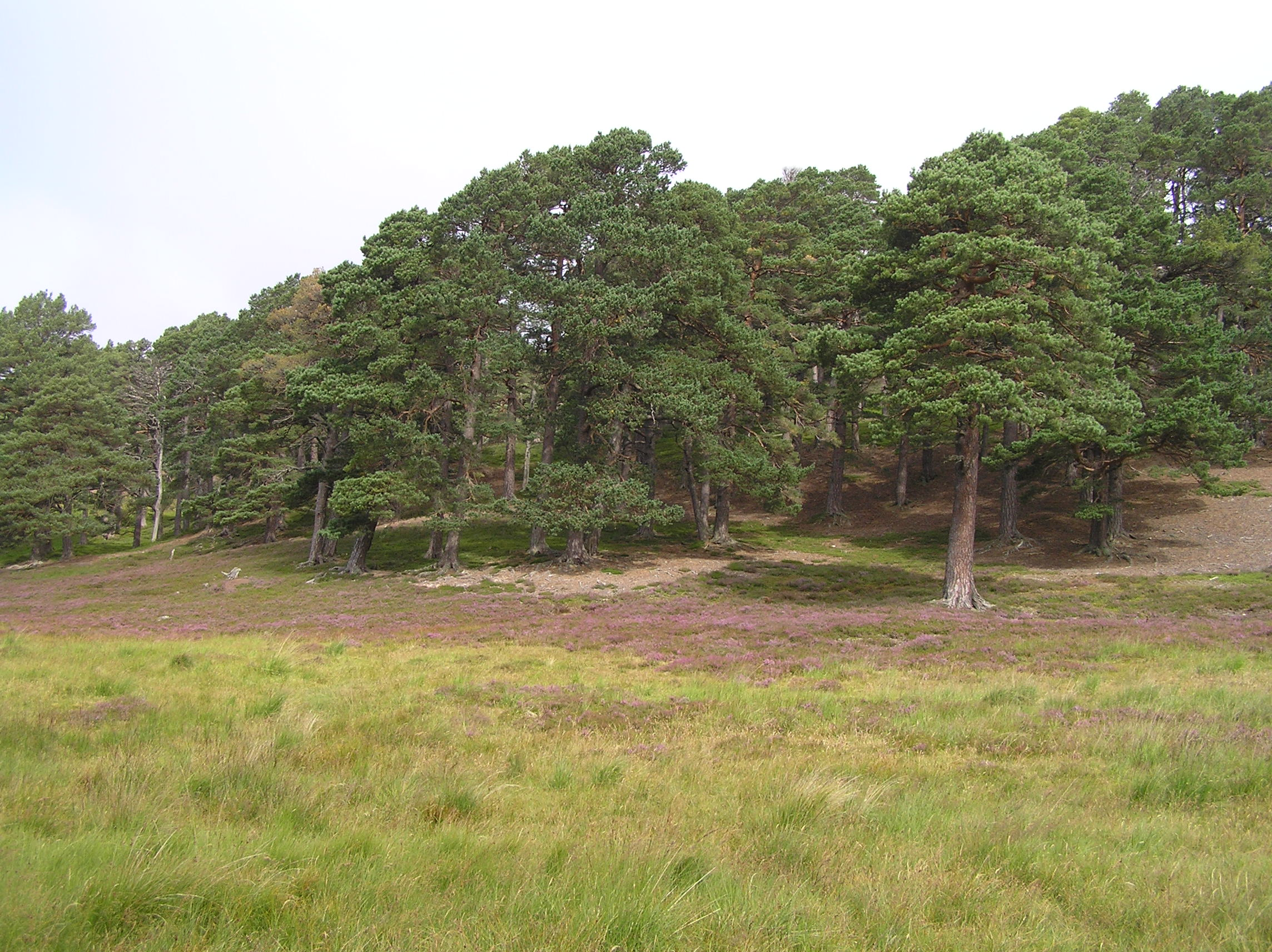
Сосновый лес, река Ди, Абердин

Шотландия имеет широкое разнообразие экосистем умеренного климата, включающих лиственные и хвойные леса, вересковые пустоши, нагорья, эстуарии, пресноводные, океанические и тундровые ландшафты.
Около 14 % территории Шотландии покрыто лесами, большая часть которых является лесонасаждениями. Однако до появления человека здесь было очень много каледонских и широколиственных лесов.
И всё же, несмотря ни на что, до сих пор можно найти значительные площади аборигенных для Шотландии сосновых лесов.
Примерно 17 % Шотландии покрыто вересковыми пустошами и торфяными болотами. В Кейтнессе и Сатерленде имеется один из крупнейших и наиболее неповреждённых участков верховых болот, поддерживающих характерный видовой состав животных.
Около 75 % территории Шотландии относятся к землям сельскохозяйственного назначения. Города и городские территории занимают около 3 % площади. Длина береговой линии составляет 11803 км. Число островов с наземной растительностью — около 800, из которых 600 расположено у западного побережья. Шотландия имеет более 90 % (по объёму) и 70 % (по площади поверхности) запасов пресной воды Великобритании, в более чем 30000 озёрах и 6000 речных систем.
Под защитой Директивы Евросоюза по окружающей среде, по состоянию на декабрь 2007 года имеется 239 мест в Шотландии, общей площадью более 8750 км², которым присвоен статус Особый Район Сохранения (SAC))
Как уже упоминалось, моря Шотландии представляют собой немалую ценность с точки зрения биологической продуктивности, и потому 24 района особого сохранения относятся непосредственно к участкам моря, ещё 9 — к прибрежным зонам с морскими и наземными элементами. Данные морские элементы занимают площадь около 350 км2. Холмы Дарвина, площадью около 100 км², в настоящее время рассматриваются как первый по значимости морской район особого сохранения.

## Млекопитающие
Во времена плейстоценовых оледенений Шотландия была полностью покрыта льдами. Когда наступило потепление, льды отступили, и млекопитающие мигрировали на освободившиеся территории. Однако появление пролива Ла-Манш вследствие подъёма уровня моря остановило дальнейшие миграции. Потому на материковой Британии насчитывается только ⅔ от числа видов, достигших Скандинавии. Количество видов млекопитающих на Гебридских островах у западного побережья Шотландии составляет, в свою очередь, только половину от такового в Великобритании.
Всего насчитывается 62 вида млекопитающих, живущих в Шотландии, в том числе 13 видов, обитающих в прибрежных водах. Популяция ⅓ видов млекопитающих, по предварительным оценкам, пребывает в состоянии упадка — вследствие действия многих факторов, таких как загрязнение окружающей среды, разрушение сред обитания, изменения методов ведения сельского хозяйства (в частности — чрезмерный выпас скота), и конкуренция со стороны интродуцированных видов.
Видов млекопитающих, уникальных только для Шотландии, не существует, хотя и имеется полевая мышь Сент-Килда (лат. Apodemus sylvaticus hirtensi), эндемичный подвид мыши европейской, размерами тела превосходящий своих континентальных сородичей вдвое. Также можно отметить оркнейскую полёвку (лат. Microtus arvalis orcadensis), найденную только на Оркнейских островах, и являющуюся подвидом полёвки обыкновенной. Возможно, этот вид был интродуцирован более 4000 лет назад, будучи завезён первыми людьми, поселившимися на Оркнеях.
Наиболее значимыми видами одомашненных млекопитающих в Шотландии являются: высокогорный бык, шетландский пони, соайская овца и скотч-терьер.

### Хищники

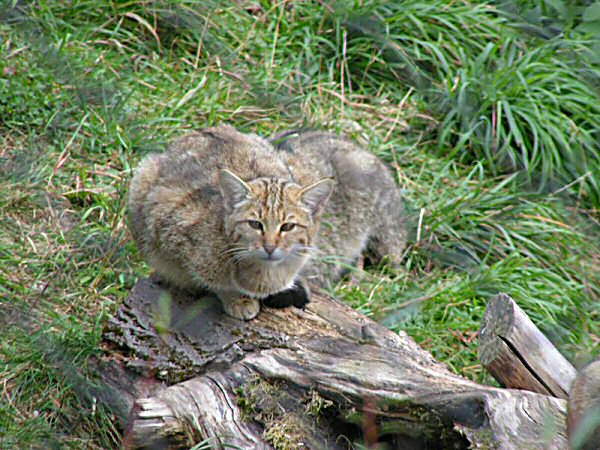
Лесной кот (Felis silvestris)

В целом, семейство куньих в Шотландии представлено теми же видами, что и в Британии, за исключением отсутствия на территории Шотландии лесных хорьков, и преобладания лесных куниц, хотя чистота популяции последних и находится под угрозой из-за появления в Северной Англии куницы американской.
В Шотландии имеется единственные на Британских островах популяции европейской лесной кошки, насчитывающая, по разным оценкам, от 400 до 2000 особей, и подвида лисицы обыкновенной, лат. Vulpes vulpes vulpes, по размерам тела превосходящий более распространённый подвид лат. Vulpes vulpes crucigera, и имеющий две различные формы.
Лесные кошки в настоящее время находятся под угрозой исчезновения, вследствие недоработанности законодательства в области защиты исчезающих видов животных.
В рамках проектов «Гебридская норка» и «Шотландская норка», нацеленных на создание свободных для заселения аборигенными видами норок зон, от Уэстер-Росса до Тайсайд, было предпринято уничтожение популяции одичавших американских норок (которые были завезены в Британию в 1950-х годах для выращивания на зверофермах, с целью получения мехов).
Тюлени, в основном, принадлежат к представителям семейства Настоящие тюлени. Из всего семейства на побережье Шотландии наиболее распространены два вида: серый тюлень (популяция на 2002 год — 120600 особей, что составляет 36 % от общемировой численности и 90 % — от численности этого вида в пределах Великобритании) и тюлень обыкновенный (29700 особей, 90 % от численности вида в Великобритании и около 35 % — от общемировой).

### Грызуны, насекомоядные и зайцеобразные

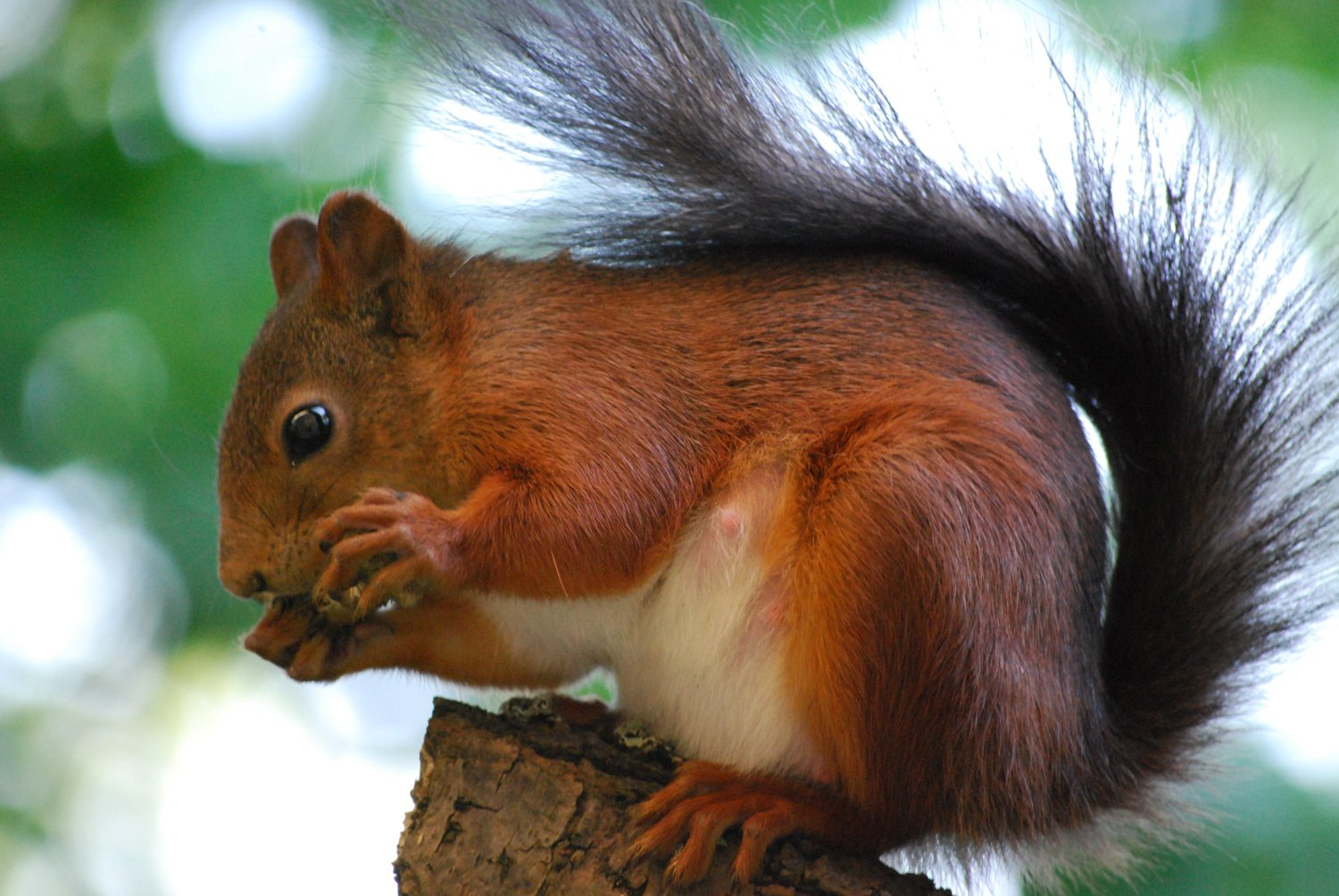
Обыкновенная белка (Sciurus vulgaris)

На территории Шотландии проживает до 75 % популяции белки обыкновенной Великобритании. Данному виду угрожает вытеснение со стороны интродуцированной каролинской белки. Для сохранения аборигенного вида предпринимается ряд программ.
В рамках этих проектов сделан упор на увеличение численности лесной куницы, которая питается, в основном, белкой каролинской.
В Шотландии не встречаются виды сонь-полчков, орешниковых сонь, или желтогорлой мыши. Ареал мыши-малютки ограничен южной частью страны. Полевые мыши Сент-Килда и оркнейские полёвки, как упоминалось выше, являются эндемиками. В остальном распределение видов грызунов соответствует таковому для материковой Британии. Необходимо отметить, что колонии чёрных крыс отмечены только на острове Инкхольм в заливе Ферт-оф-Форт и островах Шиант.
Материковые популяции насекомоядных животных, в общем, очень похожи на британские. Стоит отметить, что последние шаги Правительства Шотландии, Королевского Общества защиты птиц и Шотландского фонда природного наследия, предпринятые с целью удаления популяции ежа европейского с Западных Гебридских островов, где интродукция данного вида привела к снижению популяции гнездящихся там прибрежных птиц (например, чернозобика, галстучника и травника, вызвали определённого рода разногласия в обществе и научной среде. Отлов ежей был прекращен в 2007 году. Пойманные до того момента животные были перемещены на материк. Действие этой программы привело к тому, что популяция ежа европейского снизилась до минимума — только две особи были отловлены в 2007 году.
Из Зайцеобразных в Шотландии представлены только зайцы и кролики. Аборигенным видом зайцеобразных здесь является только заяц-беляк, расселившийся по всем высокогорным районам. Заяц-русак и дикий кролик встречаются гораздо реже. Предполагается, что последние прибыли в Британию вместе с римлянами, но в Шотландии не были сколь-нибудь широко распространены вплоть до XIX века.

### Парнокопытные

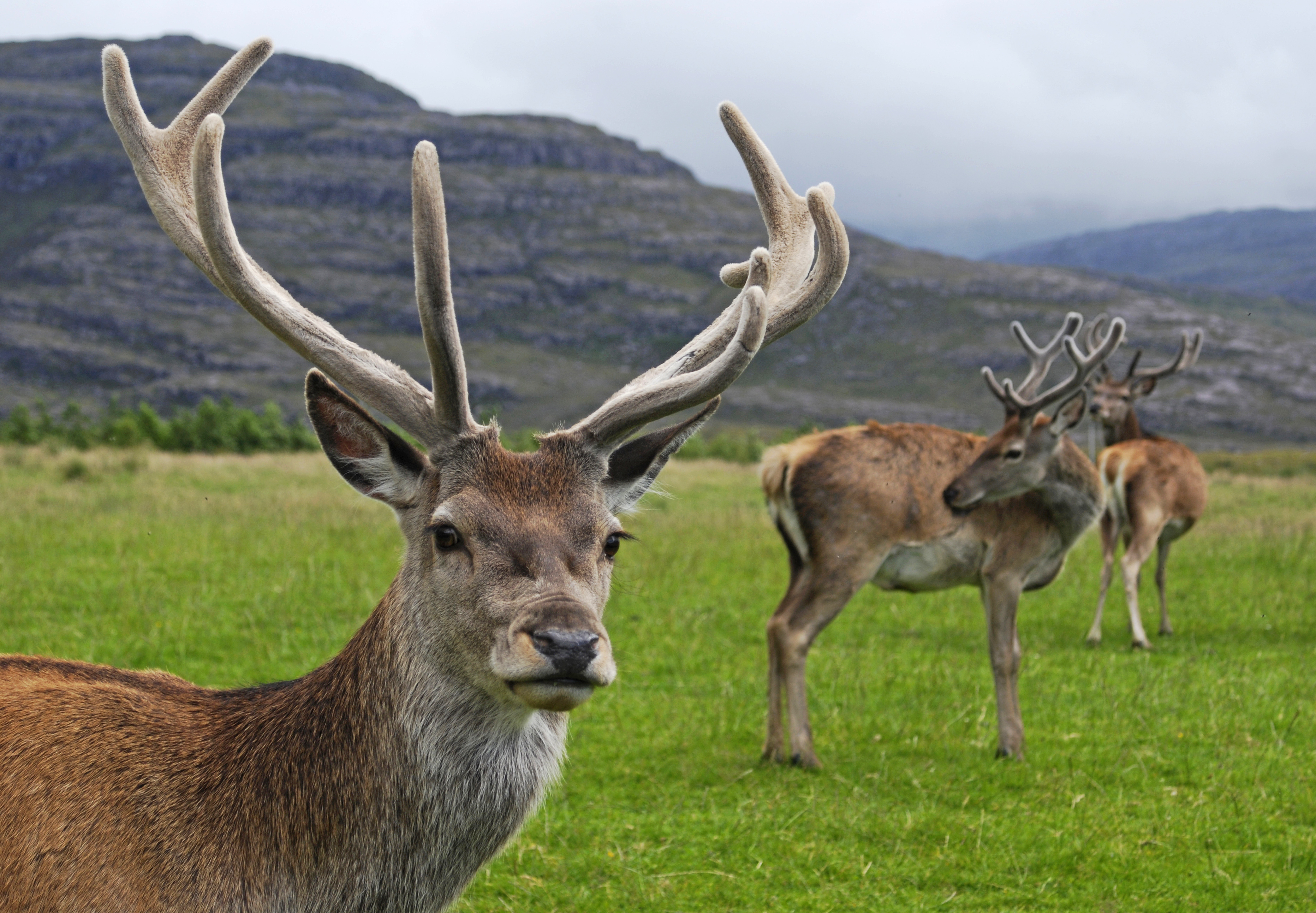
Благородный олень (Cervus elaphus)

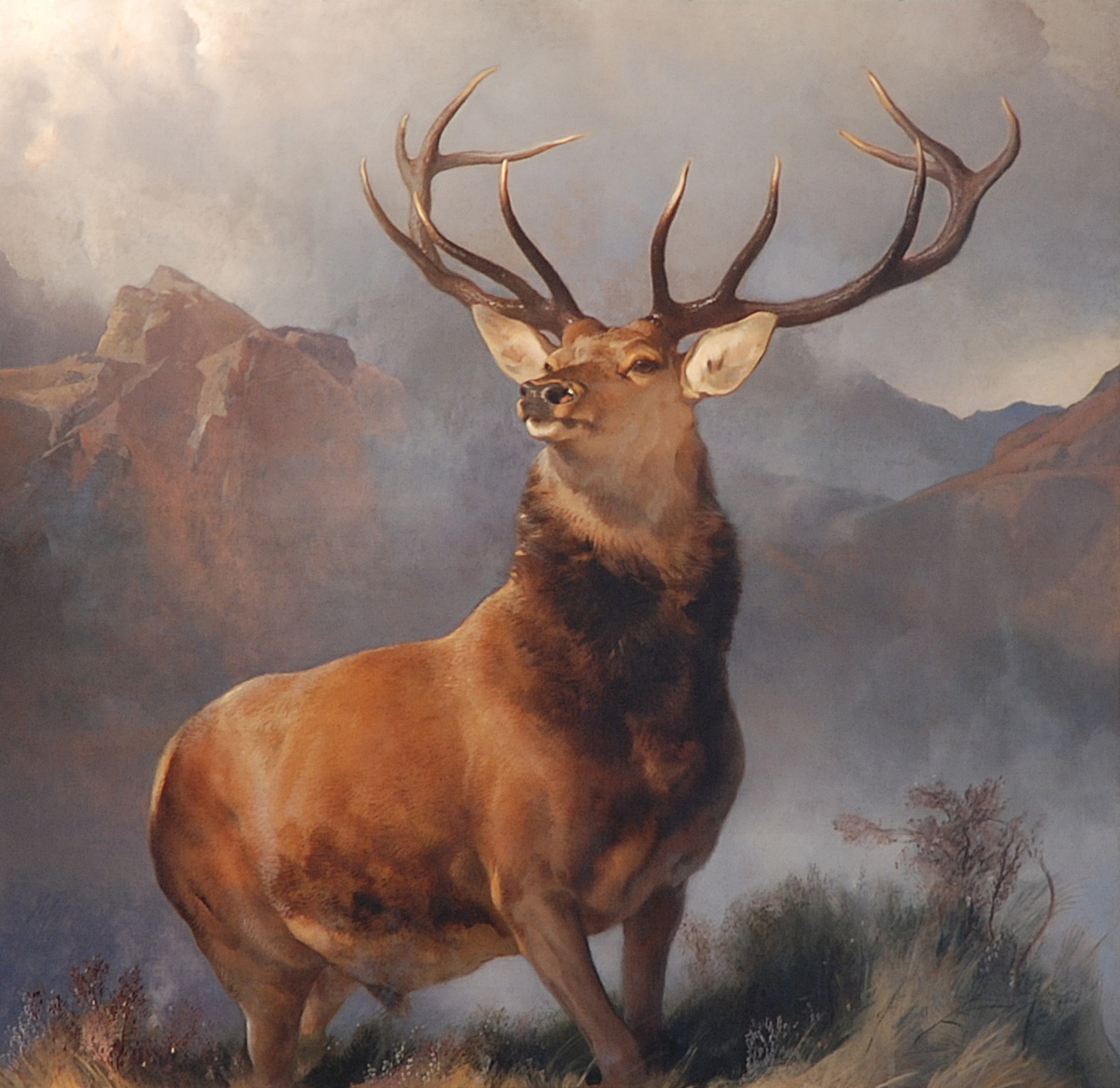
Ландсир, Эрвин Генри — Монарх Долины (1851)

Одним из самых ярких образов викторианской Шотландии является картина Эрвина Ландсира, Король Долины (картина), на которой изображен благородный олень.
Этот вид принадлежит к отряду Парнокопытных. В настоящее время существует небольшая угроза его существованию в чистом виде — из-за скрещивания с интродуцированным пятнистым оленем. Широко распространившийся в холмистых местностях Шотландии (и потому приобретший несколько меньшие размеры тела, нежели его европейские сородичи, обитающие в лесах), в низинах благородный олень замещён европейской косулей. На территории Шотландии не отмечено значительных популяций водяного оленя, и нет, или почти нет представителей вида китайский мунтжак. Имеются изолированные популяции одичавших коз и овец породы Боререй в количестве примерно 1000 голов на архипелаге Сент-Килда. С 1952 года стадо полуодомашненных северных оленей живёт в национальном парке Кайрнгорм. Этот вид был вымершим на территории Шотландии. Последние упоминания об охоте на северных оленей на Оркнейских островах относятся к XII веку.

### Другие млекопитающие

#### Рукокрылые
Из 16 или 17 видов рукокрылых, характерных для Великобритании, в Шотландии обнаружены только 9. Повсеместно распространены малый нетопырь, бурый ушан, водяная ночница и ночница Наттерера. Гораздо реже можно встретить представителей видов усатая ночница, вечерница, малая вечерница и лесной нетопырь. Отсутствуют представители видов большой и малый подковонос, большая ночница и длинноухая ночница. На Шетландских островах летучие мыши не обитают, отмечены лишь отдельные случаи их наблюдения.

#### Китообразные
В шотландских водах за последние 100 лет было отмечено наличие 21 вида из отряда китообразных, включая клюворылов, косаток, кашалотов, малых полосатиков, дельфинов-белобочек, беломордых дельфинов и серых дельфинов.
Колония из ста особей афалин в заливе Мори-Ферт считается самой северной в мире. Эти дельфины охотятся на морских свиней. Примерно треть из изученных патологоанатомами (в период с 1992 по 2002 годы) погибших морских свиней умерли в результате нападения дельфинов. Тем не менее, защитники дикой природы выражают тревогу, опасаясь, что разведка нефти и газа в заливе Мори-Ферт, разрешённая правительством Великобритании, может нанести вред популяции китообразных.

#### Сумчатые
Сумчатые в Шотландии представлены только недавно интродуцированными рыже-серыми валлаби на острове озера Лох-Ломонд.

### Вымирание и реинтродукция

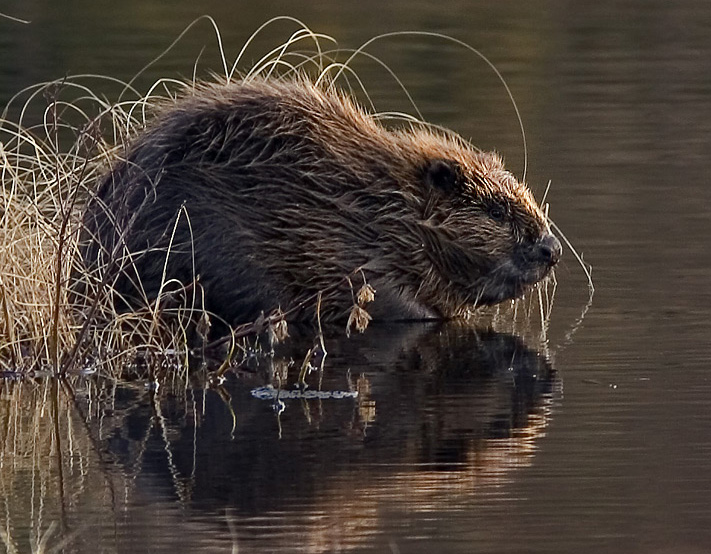
Обыкновенный бобр (Castor fiber)

#### Вымершие животные
В плейстоцене, между ледниковыми периодами, Шотландию населяли ныне вымершие виды арктической фауны — шерстистые носороги, мамонты и большерогие олени. Из существующих и поныне видов на территории Шотландии в описываемый период встречались белые медведи, лемминги и песцы.
Из других животных, населявших Шотландию в обозримый исторический период, но исчезнувших по тем или иным причинам, следует упомянуть рысь (встречавшуюся в Британии ещё 1500 лет назад), подвид бурого медведя—Ursus arctos caledoniensis (вымершего в IX—X веках), лося, последние наблюдения которого были примерно 1300 лет назад. Кабаны и туры исчезли около двухсот лет назад, в то время как дикая шетландская свинья (англ. grice) вымерла только в 1930-е годы.
Последний волк был застрелен в 1743 году в Инвернесс-шир.

#### Реинтродукция
Шотландский фонд природного наследия провёл реинтродукцию бобра обыкновенного, использовав при этом особей, обитавших ранее в Норвегии. Последние особи бобра встречались на территории Северо-Шотландского нагорья до XV века включительно. Хотя Правительство Шотландии изначально отвергало этот проект, он был начат в мае 2009 года.
После технико-экономического обоснования, проведённого в Глен Афрайг, были реинтродуцированы кабаны на большом огороженном участке в питомнике Дундрегган (англ. Dundreggan), расположенном в речной долине Гленмористон.
В разработке находится и много других проектов, например — в Инвернессe владелец поместья Алладейл выразил желание способствовать реинтродукции волков, предполагая создать первый заповедник такого рода в Великобритании.

## Птицы

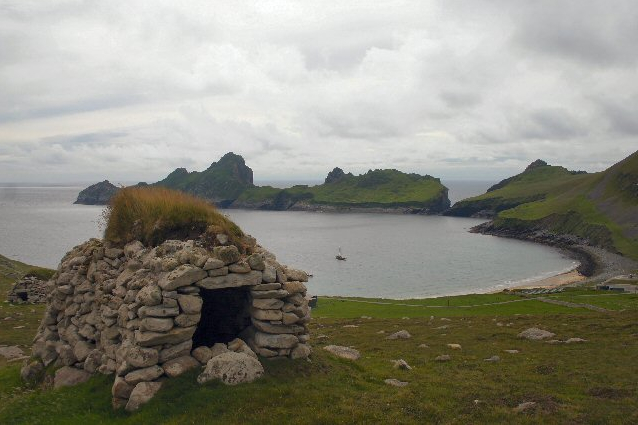
Сент-Килда, объект всемирного наследия ЮНЕСКО: убежище для морских птиц

История распространения млекопитающих делится на три перекрывающиеся фазы:
1. естественная колонизация земель после окончания ледникового периода;
2. вымирание, вызванное деятельностью человека;
3. интродукция человеком новых видов[44].

Однако подобная периодизация неприменима к птицам вследствие их высокой мобильности.
Современная цивилизация причинила большой вред многим видам птиц, особенно хищных, но следует также отметить, что и естественные изменения популяции носят сложный, комплексный характер. Например, глупыши присутствовали на территории неолитического поселения Скара-Брей на западном побережье Оркнейских островов в эпоху неолита. Однако уже в средние века их зона обитания уменьшилась до Сент-Килда. На сегодняшний день этот вид распространен по всем Британским островам.
Около 250 видов птиц из встречающихся в Великобритании, отмечены и в Шотландии. Ещё около 300 видов наблюдались, но достаточно редко. В общей сложности описано 247 видов, распределённых по трём спискам («красный», «желтый» и зелёный"), в зависимости от степени угрозы исчезновения. В «красном списке» находятся 40 видов, в «жёлтом» — 121 и в «зелёном» — 86.
Шотландский клёст является одним из самых близких к исчезновению видов птиц в Европе. В настоящее время в хвойных лесах нагорий насчитывается всего лишь 300 гнездящихся пар птиц этого вида. Интересным является тот факт, что клеста иногда сравнивают с попугаями из-за формы тела, красно-зелёной окраски перьев и привычки сидеть на ветках, перевернувшись вниз головой.
На островах Сент-Килда встречается уникальный подвид крапивника — Крапивник зимний (лат. Troglodytes troglodytes hirtensis, адаптировавшийся к жизни на безлесом острове, и приобретший вследствие того более развитые сильные ноги, нежели его материковый вариант. Кроме того, клюв у представителей этого вида длиннее, окраска более разнообразна, и песни «особенно сладки и мягки». Подвид был выделен в 1884 году и защищается специальным парламентским законом с 1904 года, чтобы предотвратить его гибель «от рук орнитологов, коллекционеров птичьих яйц, таксидермистов и туристов».

### Хищные птицы

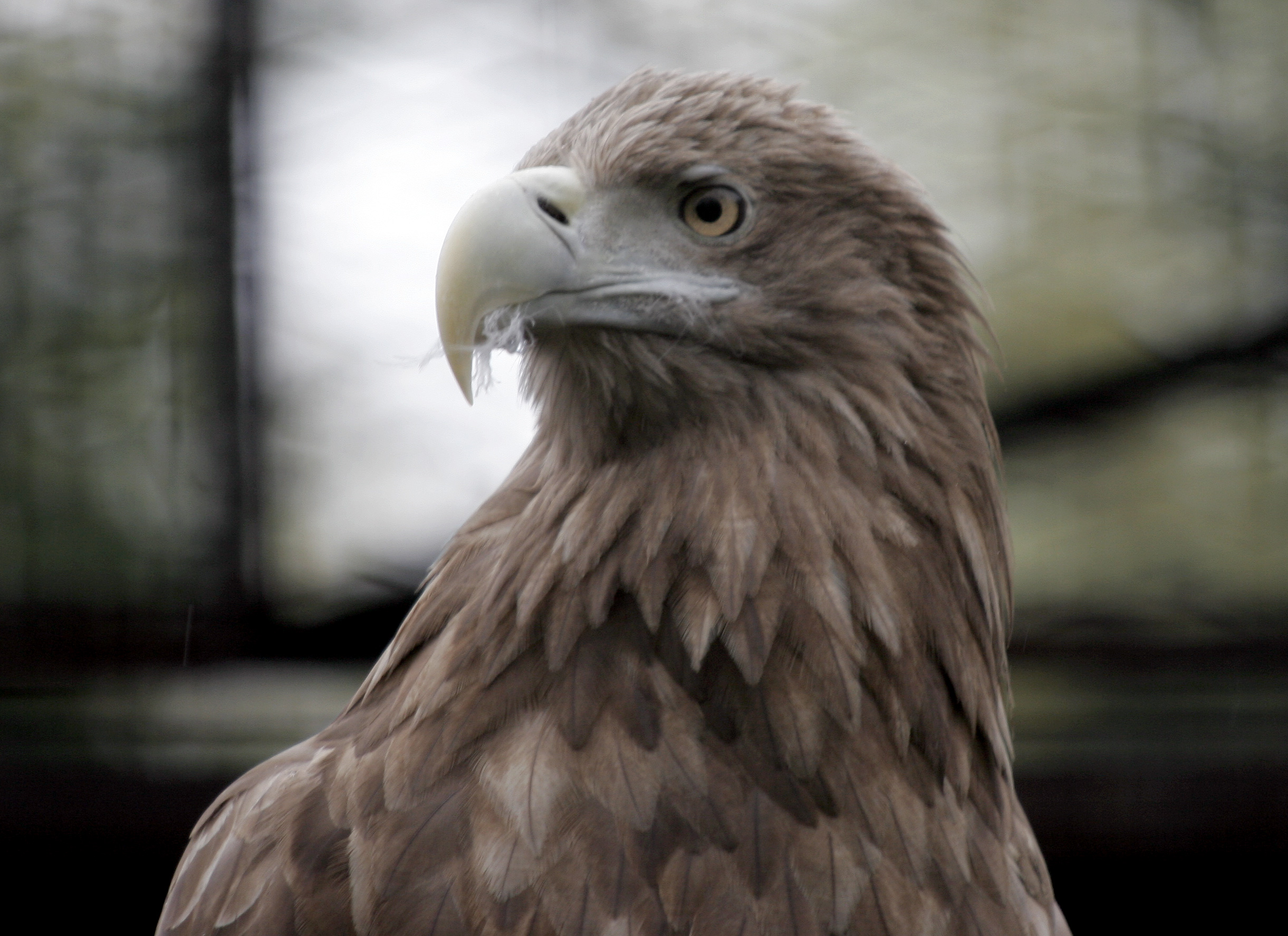
Орлан-белохвост (Haliaeetus albicilla). Реинтродуцирован в Шотландию из Норвегии спустя 60 лет после исчезновения.

Большая часть из 600 гнездящихся в Британии беркутов проживают в Шотландии, как и практически все сапсаны.
Чеглок, болотный лунь и луговой лунь, хотя и встречаются на территории Англии и Уэльса, в Шотландии не обнаружены.
Последний шотландский орлан-белохвост был застрелен в 1914 году. Вид был снова интродуцирован только к 1975 году на острове Рам. К 2006 году орланы расселились по близлежащим островам, и их численность стабилизировалась на уровне тридцати гнездящихся пар. Королевское общество защиты птиц (RSPB) планирует создать популяцию орлов в районе эстуариев Ферт-оф-Форт и Ферт-оф-Тей, в количестве 100 особей.
Программа по реинтродукции красного коршуна, истребленного на территории Шотландии в 1879 году, была запущена RSPB в 1980-е годы. Хотя и были достигнуты значительные успехи, следует отметить, что данный вид уже непосредственно при попытке реинтродукции понёс серьёзный урон со стороны человека: из 395 птиц, выпущенных с 1999 по 2003 годы, около 38 % было отравлено, и более 9 % — застреленно, или иным способом уничтожено людьми.
После почти сорокалетнего отсутствия скопы снова колонизировали Шотландию в начале 1950-х годов. С 1899 по 1908 годы они гнездились на руинах замка Лох-ан-Эйлиан, недалеко от Авимора и озера Лох-Аркейг. С 1952 года скопы в количестве 150 пар живут на озере Лох-Гартен.
В Шотландии широко распространены и другие виды хищных птиц Великобритании: Обыкновенная пустельга|пустельга обыкновенная, лунь полевой, ястреб-тетеревятник, ястреб-перепелятник, серая неясыть и сипуха обыкновенная. На юге можно встретить домового сыча. Обыкновенный канюк проявил необычайную видовую стойкость, оправившись и от человеческого воздействия, и от эпидемии миксоматоза в 1950-х годах, которая значительно уменьшила их кормовую базу. В период с 1978 по 1998 годы численность канюков возросла более чем втрое.
В 2009 году сообщалось, что Правительство Шотландии приняло решение осуществить план по переселению в дикую природу обнаруженных возле голубятень городов Глазго, Эдинбург, Килмарнок, Стерлинг и Дамфрис ястребов-перепелятников. Стоимость проекта составляла порядка 25000 фунтов стерлингов.

### Морские птицы

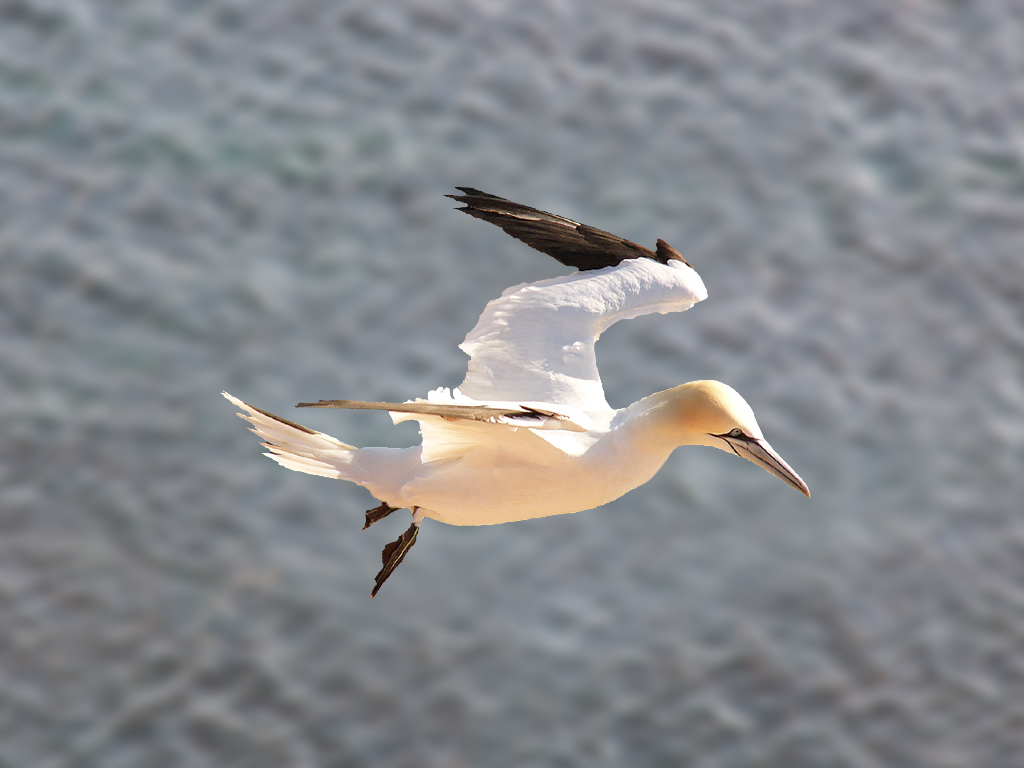
Северная олуша (Morus bassanus)

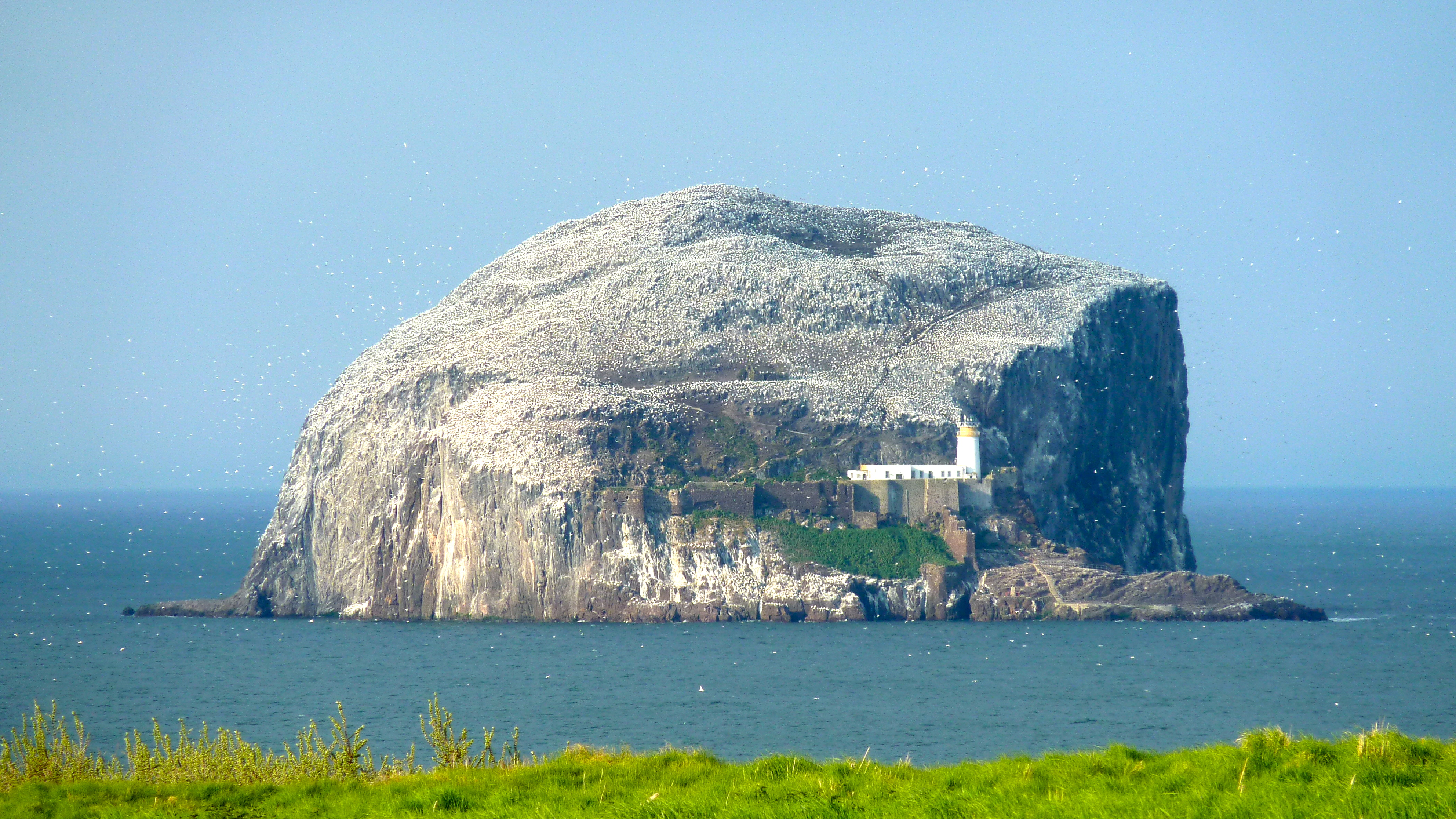
Остров Басс-Рок, вид от Норт-Берика

Моря Шотландии населяют больше половины всех морских птиц Европейского Союза, в том числе половина мировой популяции северной олуши и треть — малого буревестника. Численность всего четырёх видов морских птиц Шотландии составляет 95 % от совокупной численности этих птиц в Британии и Ирландии. Ещё у четырнадцати видов половина от общей их численности гнездится в пределах Шотландии.
Архипелаг Сент-Килда, являющийся объектом Всемирного Наследия ЮНЕСКО, имеет большое значение как место обитания именно морских птиц. На этом архипелаге живёт 60 тысяч северных олуш (24 % от мировой численности), 49 тысяч пар северной качурки (90 % европейской численности), 136 тысяч пар особей атлантического тупика (30 % от общей численности данного вида в Великобритании) и 67 тысяч пар глупышей (13 % от общей численности данного вида в Великобритании).
На острове Мингулэй находится крупное место гнездования гагарок (9514 пар, 6,3 % европейской численности вида).
На Оркнейских и Шетландских островах гнездятся 60 % всех поморников, и около 90 % полярных крачек Соединённого Королевства. Чистики обыкновенные обитают на островах Мингулэй, Анст и Айона.
Также в Шотландии насчитывается 1000 пар короткохвостого поморника, и 21000 пар длинноносого баклана, что составляет примерно 40 % от глобальной численности этих видов.
В разгар сезона размножения выше 130 тысяч птиц населяют прибрежный заповедник Фаулс-Хью в Кинкардиншире, что делает его одной из крупнейших колоний морских птиц в Великобритании. По данным на 2005 год, ежегодно сюда возвращаются до 18 тысяч пар моевок, и значительное число особей Атлантический тупик|атлантического тупика, обыкновенного чистика, глупыша, серебристой чайки и морской чайки. Остров Басс-Рок в заливе Ферт-оф-Форт населён более чем 40 тысячами пар северной олуши.

### Дичь, прибрежные птицы и семейство утиных
В Шотландии водятся занесённые в «красный список» глухари и тундряная куропатка, не встречающиеся более нигде на Британских островах. Куропатки исчезли в 1785 году, но были завезены из Швеции в 1837 году. Имеется значительная популяция других курообразных, в том числе — тетерева-косача и красной шотландской куропатки. Многочисленны та же перепела, серая куропатки и фазаны. Несколько менее распространена красная куропатка. На юго-западе Шотландии существует небольшая колония интродуцируемого золотого фазана.

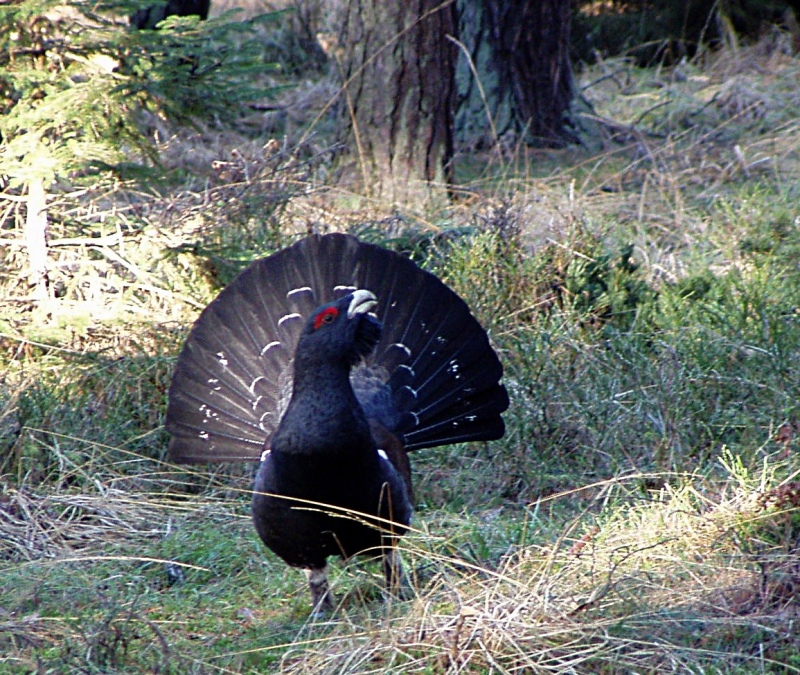
Самец глухаря (Tetrao urogallus)

Из прибрежных птиц в Шотландии представлены: шилоклювки, авдотки, малые зуйки и морские зуйки. Имеется около 100 пар ржанок, живущих в Великобритании, но каждое лето прилетающих в Шотландию, так же, как и средний кроншнеп, большой улит и круглоносый плавунчик (последние два вида гнездятся также в Ирландии).
В летний период на мелких озёрах махирных земель островов Норт-Уист и Бенбекьюла можно наблюдать значительное разнообразие прибрежных птиц и утиных, включая таки виды, как широконоска, гага, красношеяя поганка и «краснокнижная» синьга. С 1970 года территорию вокруг Национального парка Каирнгорм населяют 100 пар гоголя обыкновенного. На зимовку в Шотландию и Ирландию прилетают примерно 8 тысяч лебедей-кликунов.
Практически все 40 тысяч белощёких казарок, обитающие в Гренландии, прибывают зимовать в Шотландию, на остров Айлей, откуда разлетаются по окружающим островам. Примерно столько же птиц прилетают в октябре на временное зимовье в гавань Монтроза. На шотландских озёрах ежегодно зимует всего около 225 тысяч птиц. На севере и западе Шотландии находится самая большая популяция чернозобой и краснозобой гагар в Великобритании.

### Прочие птицы (кроме семейства воробьиных)
Для сохранения занесённого в «красный список» коростеля были предприняты значительные усилия, приведшие к стабилизации численности на уровне 670 пар особей (данные на 2004 год). Также к этому списку отнесены и вертишейки, которых насчитывается всего от 2 до 10 пар по всей Шотландии. Из семейства Голубиных на территории Шотландии нет горлицы обыкновенной. Ареал голубя на ограничен северным и западными побережьями Шотландии и Ирландии.

### Воробьиные

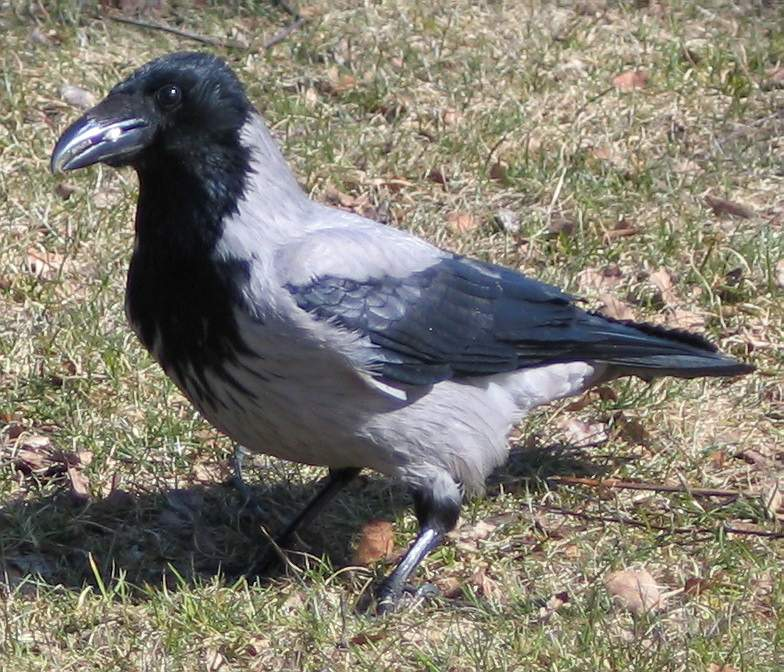
Серая ворона (Corvus cornix)

Вороны, в Европе обычно обитающие в лесах, в Шотландии предпочитают селиться в горах и на морских побережьях. В 2002 году серая ворона была признана отдельным видом. На территории Ирландии и Шотландии их насчитывается примерно 170 тысяч особей. Исследования показывают, что за последние годы численность серых ворон снизилась на 59 %, а численность черных ворон остается стабильной. Следует отметить, что на островах Айлей и Колонсей живёт 340 пар клушиц.
Помимо упоминавшихся ранее клестов, Хохлатая синица также существует в виде фрагментированной популяции (2400 пар) на отдельных участках остатков каледонских лесов, и в некоторых больших питомниках (таких как Кулбинский лес в округе Морей). Популяция белозобых дроздов снизилась до 7 тысяч пар. Осталось менее 100 способных к размножению пар пуночек (хотя, зимой к ним присоединяются их мигрирующие материковые сородичи). Возле города Дамфрис с 1881 года находится гнездовье оляпок. На территории Шотландии проживает до 95 % от всей численности горных чечёток Великобритании (около 64 тыс. пар). Тем не менее, в 2006 году, в округах Кейтнесс и Сатерленд Королевским обществом по охране птиц был отмечен факт снижения численности этого вида с 6000 до 300, по сравнению с 1998 годом.

### Перелётные птицы
Остров Фэр-Айл является общеизвестным среди орнитологов местом для наблюдений за мигрирующими птицами. Наряду с обычными видами фауны Британских островов, здесь отмечены случаи залётов, некоторых редких для Европы видов семейства Воробьиных: толстоклювая камышовка (лат. Iduna aedon), белогорлый воробей, миртовый лесной певун и мухоловка-белошейка. На этом острове (площадью 7,68 км 2) наблюдалось более 345 видов птиц.
В 2006 году отметили залёты белоклювой гагары у Гэйр-Лох, чернобрового альбатроса на Внешних Гебридах, дельфиновой чайки в район Шетландских островов, и канадского песочника — возле города Лоссимут.
В предшествующие годы среди редких залётных видов были: американская выпь (1888 год), рыжая цапля (1888), чирок-клоктун (1958) и чёрный аист (1977).
Некоторые встречи редких видов, рассматривают, как наблюдения за птицами, бежавшими из неволи, например: средиземноморский сокол (1976 год), чилийский фламинго (1976,1979), черношейный лебедь (1988) и краснохвостый сарыч (1989). Эти краткие выдержки из записей наблюдений для двух небольших северо-восточных округов дают представление о сложности и разнообразии жизни птиц в Шотландии.

### Вымершие виды
Серый журавль и большая выпь были уничтожены охотой и осушением болот в XVIII веке. Последняя бескрылая гагарка на Британских островах была убита в июле 1840 года, на скале Стак-ан-Армин в архипелаге Сент-Килда.

## Рыбы и представители морской и речной фауны
Из 42 видов рыб, обитающих в пресных водах Шотландии, только половина появилась там в результате естественной колонизации. Естественные виды включают алозов, кумжу, и речную миногу. В реках Шотландии проживает одна из крупнейших популяций сёмги в Европе (около 400 генетически различных популяций). Пять видов — щука, плотва, голец усатый, речной окунь и гольян обыкновенный — появились в Шотландии несколько позже, около 1790-х годов.
К редким местным видам относится сиг (лат. Coregonus clupeoides), встречающийся только в двух местах и вытесняемый интродуцированными ершом обыкновенным и гольцом арктическим (который, возможно, был одним из первых видов, появившихся в пресных водах этого региона после окончания последнего ледникового периода, и который присутствует сейчас в количестве примерно 200 различных популяций).

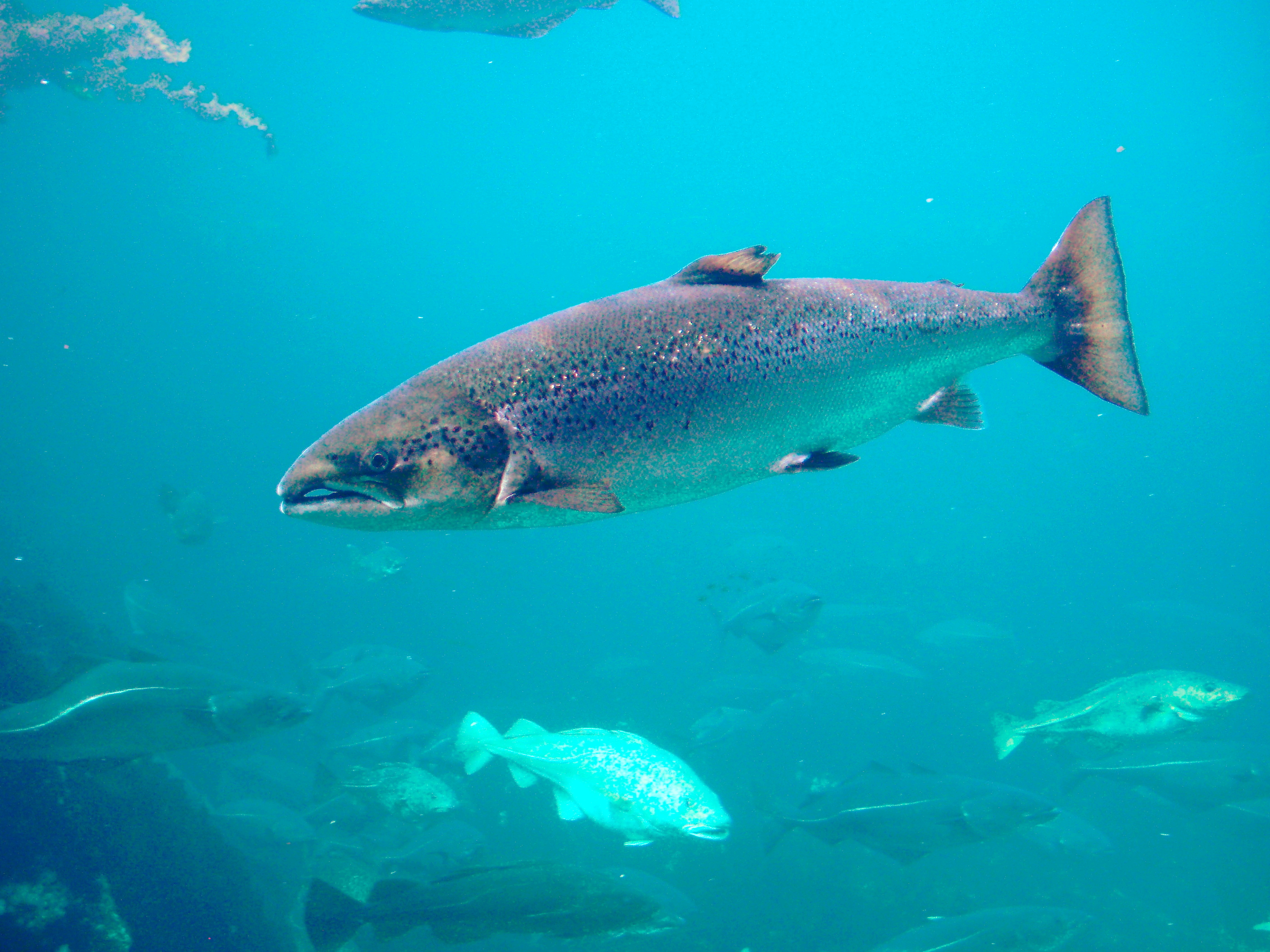
Сёмга (Salmo salar)

Европейская жемчужница некогда была распространена достаточно широко, и была развита коммерческая деятельность по добыче жемчуга. В настоящее время эти моллюски встречаются более чем в пятидесяти реках Шотландии, в основном в районе Северо-Шотландского нагорья.
Моря Шотландии являются домом для трети видов китов и дельфинов в мире, для большинства кальцинированных красных водорослей, встречающихся в Великобритании, мидий (лат. Modiolus modiolus), морских трав, а также — для таких необычных видов, как морские перья (лат. Funiculina quadrangularis). Общее число морских видов в Шотландии превышает 40 000. Среди них — 250 видов рыб. Наиболее распространённым видом в прибрежных водах является сайда, в глубоководье — короткопёрая колючая акула, атлантическая сельдевая акула, синяя акула, речной угорь, морской судак, атлантический палтус, и разнообразные скаты. Имеется 4 вида морских черепах: кожистая черепаха, головастая морская черепаха, атлантическая ридлея и зелёная черепаха. Помимо того, в водах Шотландии насчитывается около 2,5 тысяч видов ракообразных и 700 видов моллюсков.
Холмы Дарвина, зона холодноводных коралловых рифов, открыты в 1988 году, залегают на глубине около 1000 метров, примерно в 185 километрах к северо-западу от мыса Рэсс. Площадь рифов составляет около 100 км2. На этой территории находятся сотни холмов диаметром около сотни метров, и высотой до 5 метров. На вершинах холмов живут глубоководные кораллы вида лат. Lophelia, поддерживающих значительные популяции одноклеточных Syringammina fragilissima. Количество рыб в районе не превышает фонового. При обследовании зоны, предпринятом летом 2000 года, почти на половине восточных холмов были обнаружены следы рыболовецких тралов, после чего Правительством Великобритании был предпринят ряд мер по защите данной области. В 2003 году Европейской комиссией был запрещён промысловый лов в районе холмов Дарвина.

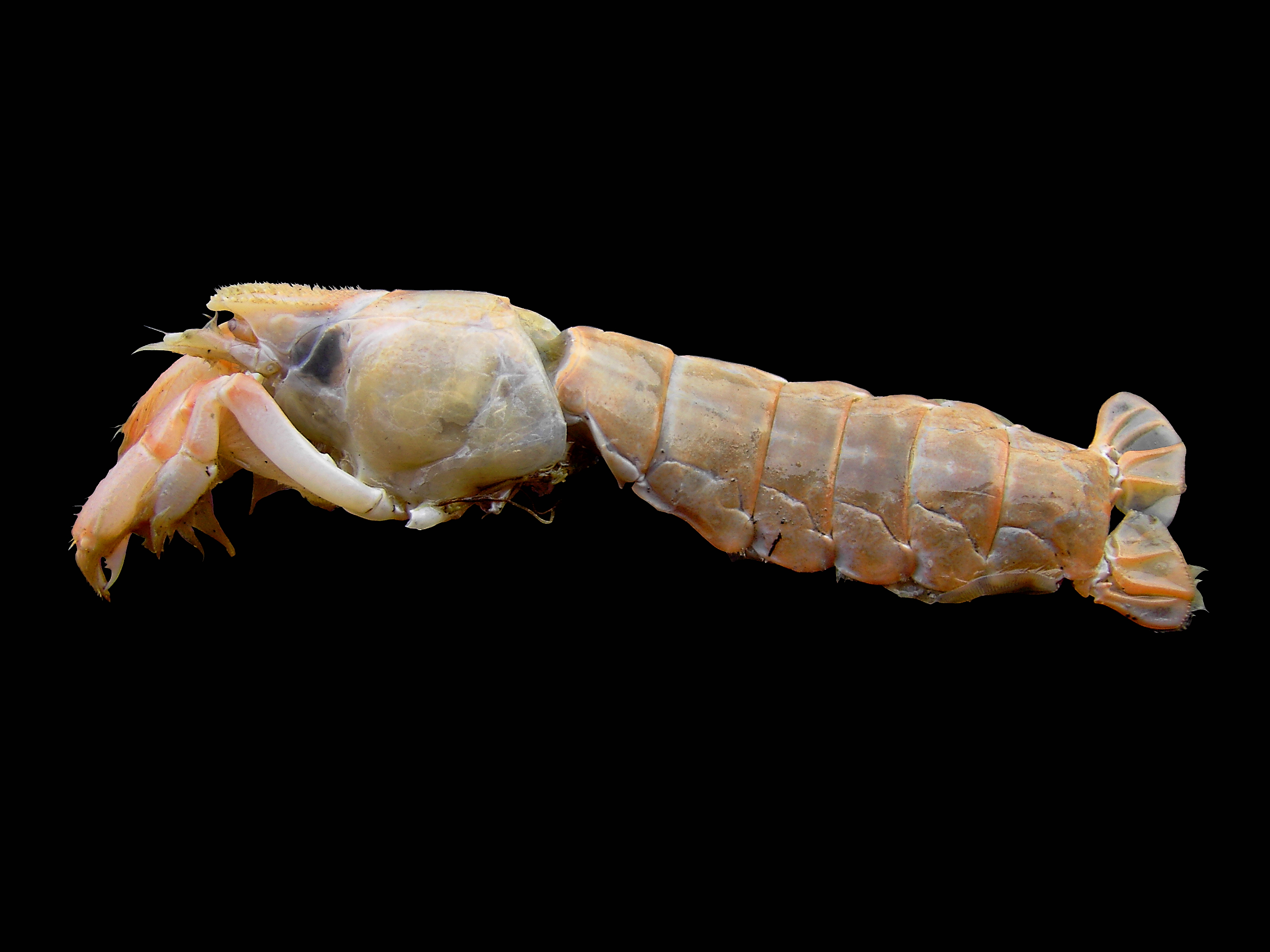
Upogebia deltaura

Однако в ближайшее время могут понадобиться более решительные действия по спасению морских видов. Согласно одному из докладов, «Без жестких мер, направленных на организацию использования морей человеком, морские обитатели Шотландии могут быть уничтожены в течение следующих 50 лет». Предлагается принять «Шотландский Морской Билль» для координации и управления деятельностью человека на море, и увеличения количества охраняемых территорий (таких, как морские национальные парки).

### Вымершие виды
Из-за загрязнения и хищников вымерли оба вида ряпушек (1980 год), ранее обитавших в северо-западных пресных водах Шотландии. В 1990-е годы начата программа по восстановлению вида Coregonus vandesius в районе Лох-Мабен. Европейская ряпушка остается в числе вымерших видов Шотландии.

## Земноводные и наземные рептилии

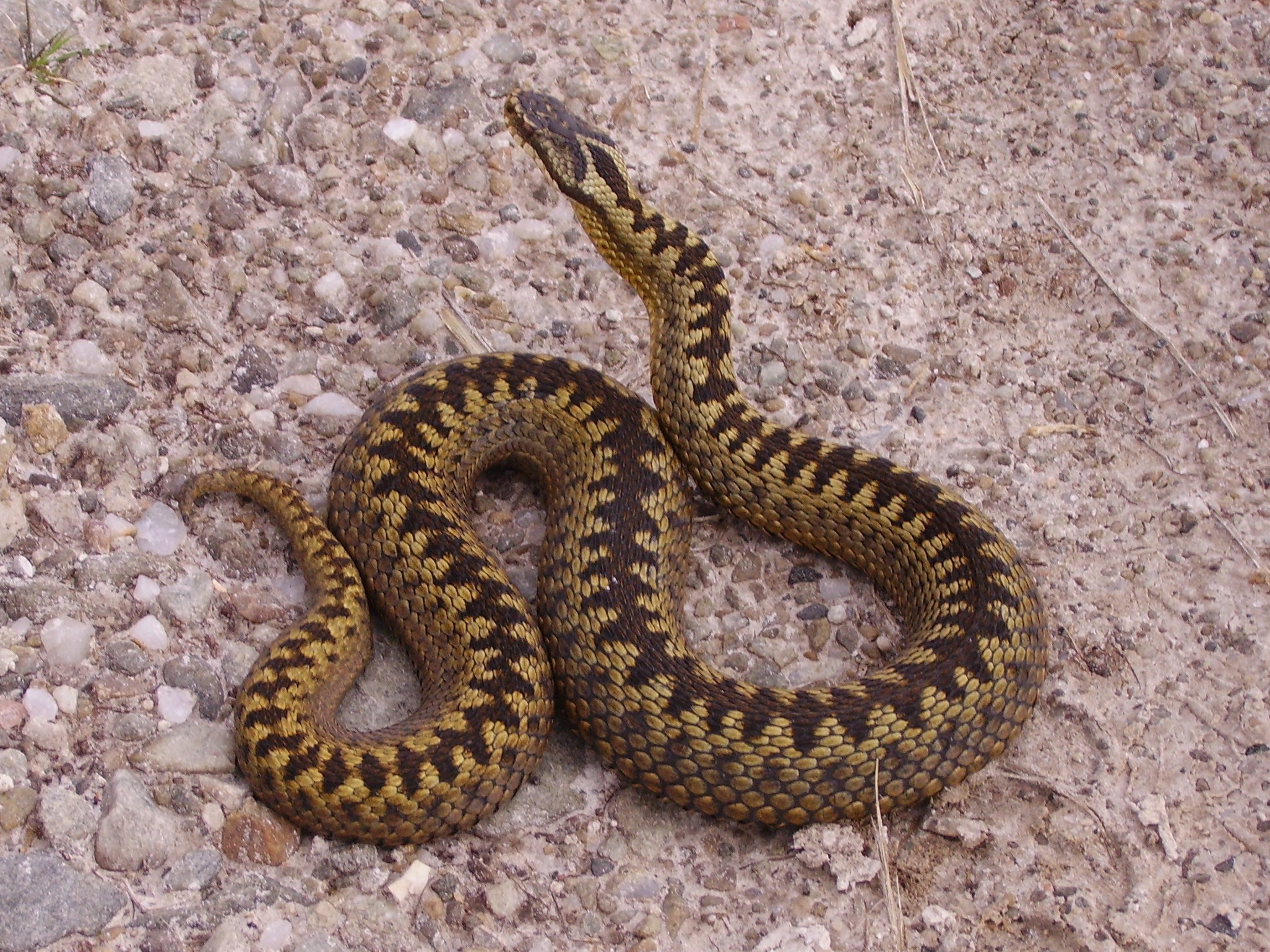
Обыкновенная гадюка (Vipera berus) около Лох-Шина

Для Шотландии аборигенными являются шесть видов земноводных и четыре вида пресмыкающихся. Из амфибий представлены три вида тритонов: гребенчатый тритон, в количестве около тысячи особей; тритон обыкновенный и нитеносный тритон. Остальные виды шотландских амфибий включают жабу обыкновенную и жабу камышовую, встречающихся только в четырёх местах на юго-западе, и травяную лягушку. Из пришлых земноводных известен только тритон альпийский, обнаруженный в районе Эдинбурга.
Из рептилий в Шотландии обитают обыкновенная гадюка, ломкая веретеница, живородящая ящерица и прыткая ящерица (последняя — в результате интродукции в 1971 году на Внутренние Гебридские острова). Изредка встречается обыкновенный уж.

## Сухопутные беспозвоночные
В Шотландии имеется 77 видов сухопутных улиток, и около 14 тысяч видов насекомых. Эндемиков среди них нет.
Сюда входят: Pardosa lugubris из семейства пауков-волков, обнаруженный в Великобритании в 2000 году на территории природного заповедника Лес Абернети и северные лесные муравьи. Последние интересны тем, что обитают в сосновых лесах Каледонии, и строят свои муравейники из хвои и сосновых шишек. Одна такая колония может собирать до 100 тысяч других насекомых в день, чтобы прокормить полмиллиона муравьев.

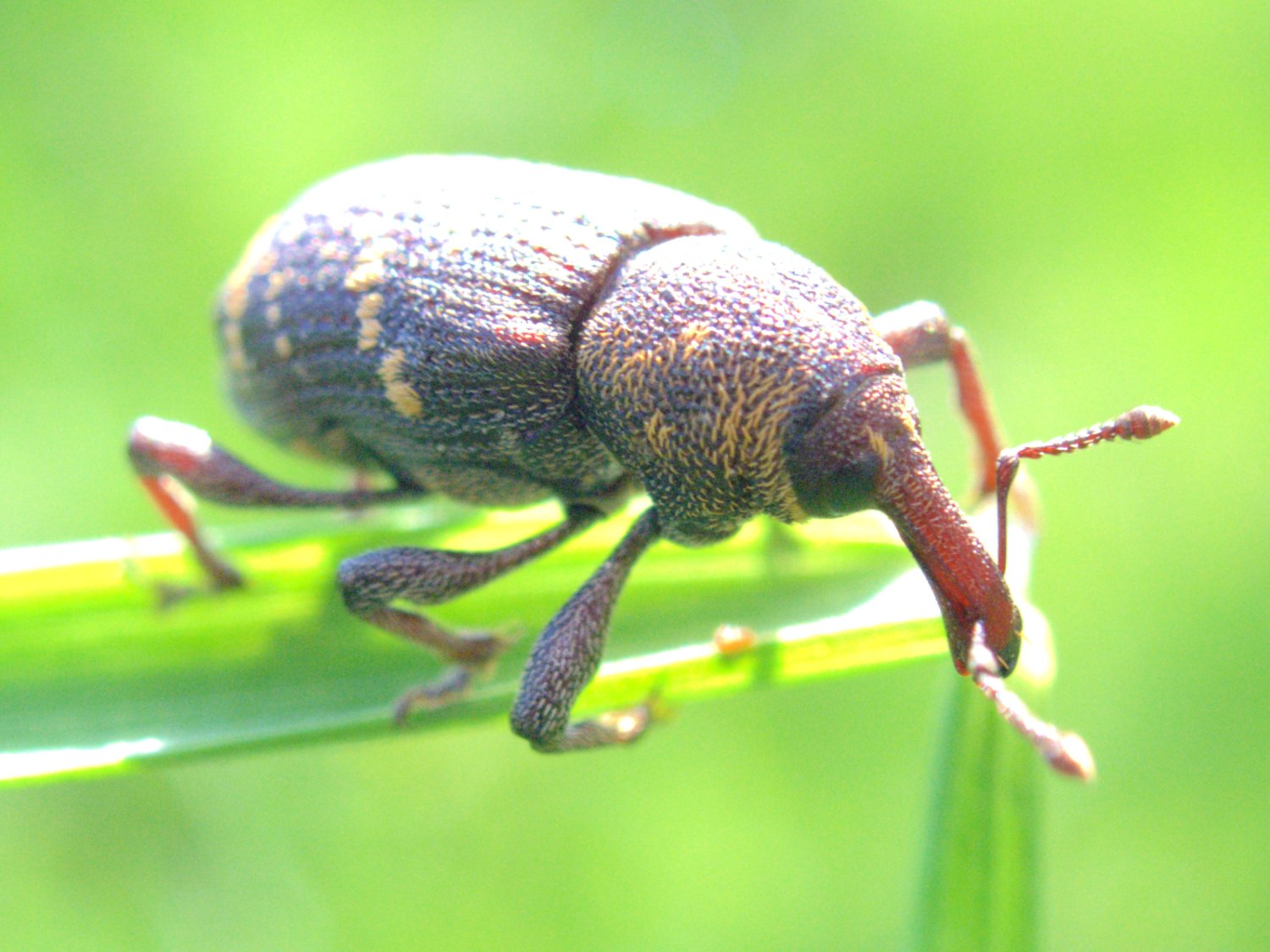
Сосновый долгоносик (Hylobius abietis)

Кроме северных лесных муравьёв, к видам, требующих защиты со стороны человека, относятся 5 видов муравьёв и пчёл, 6 видов совок и бабочек, и один вид улиток — Vertigo genesii.
Colletes floralis — редкий вид пчёл, обитающий на Гебридских островах, где насчитывается около десяти их колоний. Для сохранения популяции шмелей Фондом охраны шмелей был создан первый в мире резерват, расположенный в заповеднике RSPB Лох-Ливен. Для Гебрид эндемичен подвид шмеля Bombus jonellus hebridensis. Колония жуков-маек была обнаружена в 2010 году на острове Колл. Примечательно, что этот вид не встречается больше нигде на территории Шотландии, и не умеет летать, что позволяет дискутировать на тему способа прибытия данной колонии на этот остров.
В то время, как многие виды бабочек в Великобритании снижают свою численность, исследования показывают, что некоторые виды (например, перламутровка эвфросина), ставшие редкими в Англии, переместились на север, в Шотландию вследствие изменения климата. В июне 2008 взрослая особь вида Ethmia pyrausta наблюдалась в Истер-Росс. Это был пятый случай достоверного наблюдения этого вида, с момента обнаружения на озере Лох-Шин. Данная бабочка получила статус «почти мифический вид», согласно Обществу охраны бабочек Шотландии.
Среди беспозвоночных Шотландии следует отметить шотландскую мошку, из-за укусов которой теряется до 20 % летних рабочих дней при лесозаготовках. Также интересны сосновые долгоносики, сосновый короед, клитрины и усач серый. На археологических раскопках в Скара-Брей была найдена самая древняя человеческая блоха в Европе.

## Охрана природы в Шотландии

### Проблемы и задачи
Охрана окружающей среды в Великобритании хорошо развита. Ресурсы отдельных организаций могут быть недостаточными для некоторых первоочередных задач, но более важен сам факт смены отношения к природе, произошедший в последние десятилетия. В викторианскую эпоху вымерли многие виды животных, и поражали масштабы истребления животных в охотничьих поместьях. Согласно имеющимся записям, в одном поместье в Каирнгорме с 1837 по 1840 год, с целью сохранить поголовье тетерева, были уничтожены следующие «вредители»:

246 куница, 198 диких кошек, 106 хорьков, 67 барсуков, 58 выдр, 475 воронов, 462 пустельги, 371 мохноногий канюк, 285 обыкновенных канюков, 275 коршунов, 98 сапсанов, 92 луня, 78 дербников, 71 болотная сова, 63 ястреба-тетеревятника, 35 ушастых сов, 27 орланов, 18 скоп, 15 беркутов … 6 кречетов, 5 болотных луней, 3 ястреба-осоеда

и, по причинам, не связанным с тетеревиной охотой, ещё

11 лисиц, 301 горностай и ласка, 78 домашних кошек, 1 431 Вороны, 3 обыкновенных сипухи, 8 сорок

В своё статье, написанной в 1947 году Ричард Перри заявил, что его «первой реакцией на этот ужасающий „чёрный список“ было недоверие. Я всё ещё нахожу эти подробности невероятными».
В сущности, викторианский период был самым сложным временем для фауны Шотландии.
В дополнение к прочим проблемам окружающей среды, существует проблема изменения климата, прямо или косвенно влияющая на все местообитания животных Шотландии. Среди птиц изменения климата могут затронуть ржанку, куропатку и пеночку, поскольку именно эти виды зависят от высокогорной среды обитания, и их популяция, вероятно, уменьшится с потеплением вследствие увеличения числа конкурентных видов. Млекопитающих это затронет меньше, в отличие от многих локальных популяций беспозвоночных. Морская фауна уже вовлечена в этот процесс: количество холодноводного планктона неуклонно снижается, и он не в состоянии поддерживать все пищевые цепи, от которых зависят многие морские птицы. Другие свидетельства существования данной проблемы для морских видов предоставлены отделом исследования морских млекопитающих Сент-Андрусского университета. Анализ показывает, что популяция тюленей на Оркнеях и Шетландах упала на 40 % с 2001 по 2006 год, заставив Правительство Шотландии объявить о введении новых мер защиты для данного вида.
Сложности, связанные с сохранением шотландской дикой природы, выделены в докладе RSPB.

### Природоохранные организации

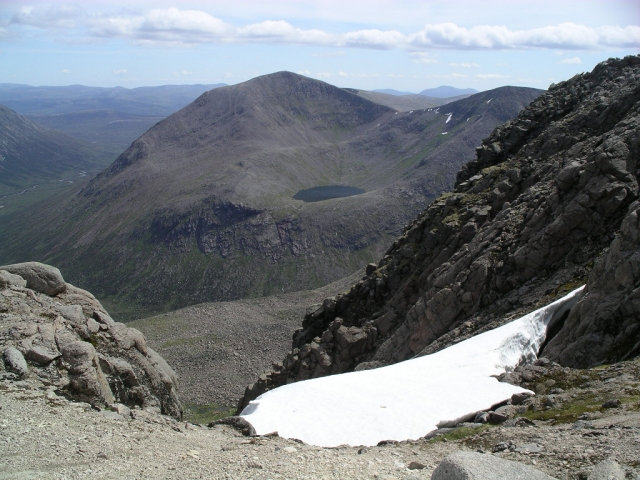
горы Каирнгорм

В охране природы Шотландии играют важную роль различные правительственные организации. Шотландский фонд природного наследия является основным органом, отвечающим за управление природными ресурсами страны. Одной из его задач является создание заповедников и национальных природных резервов. До 2004 года таких территорий насчитывалось 73, к 2006 году — 55
.
Комиссия по лесному хозяйству Шотландии является департаментом лесного хозяйства Правительства Шотландии и, одновременно, крупнейшим в стране землевладельцем. Объединённый Комитет по охране окружающей среды консультирует Правительство Великобритании и международные природоохранные организации.
В Шотландии имеется два национальных парка. Национальный парк Кайрнгорм включает самую большую в Великобритании территорию арктических горных ландшафтов. Места, обозначенных как «имеющие значение для природного наследия», занимают 39 % территории, из которых ⅔ имеют европейское значение. Лох-Ломонд включает самое большое в Великобритании пресное озеро, горы Бредалбейн и «морские озёра» Аргайла.
Благотворительные и общественные организации тоже играют важную роль в охране окружающей среды. Национальный фонд Шотландии по сохранению мест исторического интереса и природной красоты — благотворительное общество, защищающее и развивающее природное и культурное наследие Шотландии. В обществе состоит около 270 тысяч членов. Шотландский фонд дикой природы — одна из ведущих добровольческих организаций, занимающаяся охраной и защитой окружающей среды. Королевское зоологическое общество — благотворительное общество, поддерживающее и Эдинбургский зоопарк и Парк дикой природы Высокогорий. Королевское общество защиты птиц способствует сохранению птиц и других диких животных путём защиты и воссоздания их среды обитания. Общество Джона Мюира выступает в роли хранителя диких земель и дикой природы, действуя через покупку земель и повышение уровня образования. Обществу принадлежат Нойдарт, Ассинт, и участок на острове Скай. Общество «Деревья для жизни» (Trees for Life) ставит целью возрождение диких лесов на Северо-западном нагорье и в районе Грампианских гор.

### Список литературы
- Benvie, Neil (2004) Scotland’s Wildlife. London. Aurum Press. ISBN 1-85410-978-2
- Brown, Leslie (1989) British Birds of Prey. London. Bloomsbury. ISBN 1-870630-63-7
- Corbet, Gordon and Ovenden, Denys (1984) The Mammals of Britain and Europe. Glasgow. Collins. ISBN 0-00-219774-X
- Cook, Martin (1992). The Birds of Moray and Nairn. Edinburgh: Mercat Press. ISBN 1-873644-05-1
- Edwards, Kevin J. & Ralston, Ian B.M. (Eds) (2003) Scotland After the Ice Age: Environment, Archaeology and History, 8000 BC — AD 1000. Edinburgh. Edinburgh University Press. ISBN 0-7486-1736-1
- Fraser Darling, F. & Boyd, J.M. (1969) Natural History in the Highlands and Islands. London. Bloomsbury. ISBN 1-870630-98-X
- Gooders, J. (1994) Field Guide to the Birds of Britain and Ireland. London. Kingfisher. ISBN 0-86272-139-3
- Haswell-Smith
- Hull, Robin (2007) Scottish Mammals. Edinburgh. Birlinn. ISBN 1-84158-536-X
- MacLean, Charles (1972) Island on the Edge of the World: the Story of St. Kilda. Edinburgh. Canongate. ISBN 0-903937-41-7
- Matthews, L. Harrison (1968) British Mammals. London. Bloomsbury. ISBN 1-870630-68-8
- Miles, H. and Jackman, B. (1991) The Great Wood of Caledon. Lanark. Colin Baxter Photography. ISBN 0-948661-26-7
- Murray, W. H. (1973) The Islands of Western Scotland: the Inner and Outer Hebrides. London. Eyre Methuen. SBN 413303802
- Perry, Richard (1948). In The High Grampians. London. Lindsay Drummond. OCLC 11102623
- Peterson, Roger Tory; Mountfort, Guy; and Hollom, P.A.D. (1993) Birds of Britain and Europe. Glasgow. HarperCollins. ISBN 978-0-00-219900-1
- Quine, David (2000). St Kilda. Grantown-on-Spey. Colin Baxter Island Guides. ISBN 1-84107-008-4
- Smout, T.C. MacDonald, R. and Watson, Fiona (2007) A History of the Native Woodlands of Scotland 1500—1920. Edinburgh University Press. ISBN 978-0-7486-3294-7
- Thompson, Francis (1968) Harris and Lewis, Outer Hebrides. Newton Abbot. David & Charles. ISBN 0-7153-4260-6
- Species lists. RSPB. Дата обращения: 17 октября 2011. Архивировано 17 мая 2012 года.